# 봇치 더 록!
《봇치 더 록!》(일본어: ぼっち・ざ・ろっく！ 봇치 자 롯쿠[*], BOCCHI THE ROCK!)은 하마지 아키에 의해 만들어진 일본의 4컷 만화다. 《망가 타임 키라라 MAX》(호분샤)에서 2018년 2월호부터 4월호까지 게스트 연재 후, 같은 해 5월호부터 연재 중이다. 약칭은 〈보자로〉(ぼざろ). 캐치카피는 〈아싸라면 록을 해라!〉(陰キャならロックをやれ！). 대한민국에서 애니메이션은 대원방송 계열인 애니원에서 《외톨이 THE ROCK!》이라는 제목으로 자막으로 방영했다.
전작 《반짝 북스 미주 중!》(망가 타임 키라라 MAX)의 연재를 마친 하마지가 만화 이외의 자신의 취미로부터 밴드를 소재로 선택해 그린 4컷 만화다. 담당 편집자는 세코구치 타쿠야, 음악 검수는 Instant가 맡는다.
다음에 올 만화대상 2019 코믹스 부문에서 8위에 들어왔다.
같은 계열지에서 연재되었고, 소재가 비슷한 《케이온!》의 무대가 고등학교 동아리 활동(경음부)이지만, 이 작품은 라이브 하우스를 중심으로 활동하는 밴드를 소재로 하고 있으며, 하마지 자신도 차별화를 도모하는데 있어서 의식한 부분 중 하나라고 인터뷰에서 말했다.
일부 등장인물의 이름은 실존하는 뮤지션 이름에서 유래했으며, 각 이야기의 문화는 프레드릭의 '오드 루프'(5화)와 후지패브릭의 '젊은이의 모든 것'(13화) 등 실존하는 밴드의 MV의 한 장면을 오마주한 구도를 사용하고 있다.
2021년 2월 발매의 《망가 타임 키라라 MAX》 2021년 4월호에서 TV 애니메이션화가 발표되었다. 2022년 10월부터 12월까지 방송되었다. 이 애니메이션의 대히트에 의한 지명도 향상의 결과로 원작 만화의 판매량도 대폭 올라, 2023년 3월 시점에서 시리즈 누계 발행 부수가 200만 부를 돌파했다.(앤솔로지 포함)

## 줄거리
고토 히토리는 동영상 투고 사이트에서 잘 알려진 기타리스트 기타 히어로의 이름으로 활동하는 소녀였다. 한편 그녀는 극도로 낯을 가리는 커뮤장애이기 때문에 밴드 활동이나 문화제 라이브를 동경하면서도 음악 파트너는커녕 친구조차 만들지 못한 채 중학교를 졸업한다.
고등학생이 된 뒤 어느 날로 돌아가자, 자신이 소속된 밴드 결속 밴드의 기타리스트를 찾고 있던 이지치 니지카에 기타를 가지고 있는 곳을 찾아낸 히토리는, 억지로 기타리스트로서 밴드 멤버에 더해져, 라이브 하우스에서 연주하게 된다. 염원의 밴드 활동을 할 수 있게 된 히토리였지만, 사람 앞에서의 연주나 세션에서의 연주에 익숙하지 않기 때문에 실력을 발휘할 수 없다. 그래도 밴드 멤버 야마다 료, 키타 이쿠요와 함께, 히토리는 점점 기타리스트로 성장해 가고, 라이브 하우스에서의 연주 등 외, 학교에서의 문화제에도 '결속 밴드'의 멤버로 참가해 연주한다.
그런 가운데, (마지막의 마지막에서의 한 실수가) 화제가 된 문화제 라이브의, 인터넷에 투고된 영상을 보고, 이것을 기사로 하려고, 음악 라이터의 '포이즌♡야미' 사토 아이코가 라이브 하우스까지 '결속 밴드'를 취재하러 온다. 포이즌은 거기에서 히토리의 연주 버릇을 듣고 히토리가 '기타 히어로'임을 확신한다. 히토리의 솜씨라면 이미 프로로서 통용한다고 말하는 한편, 다른 '결속 밴드'의 멤버는 '“진지함”이 안느껴진다'라고 지적해, '제대로 된 밴드에 들어가는 것이 좋다'고, 히토리만을 뽑아 음악 업계에 소개하려고 한다.
니지카들은 포이즌의 발언을 부정할 수 없고, 히토리에게 '결속 밴드'로 계속 연주하는 것이 좋을지 생각해 왔지만, 히토리도 니지카들과 함께 록페스에 출전한다는, 같은 것을 생각하고 있었다. 그리고 자신들을 어필하기 위한 뮤직비디오를 만들거나, 심사를 위한 신곡을 만들거나, 노상 라이브를 하거나, 페스티벌을 위한 활동을 시작한다.

## 등장인물·밴드
작중의 연차 표기는 히토리의 학년을 기준으로 고등학교 1학년을 1년째, 진급 후를 2년째로 한다.

### 결속 밴드

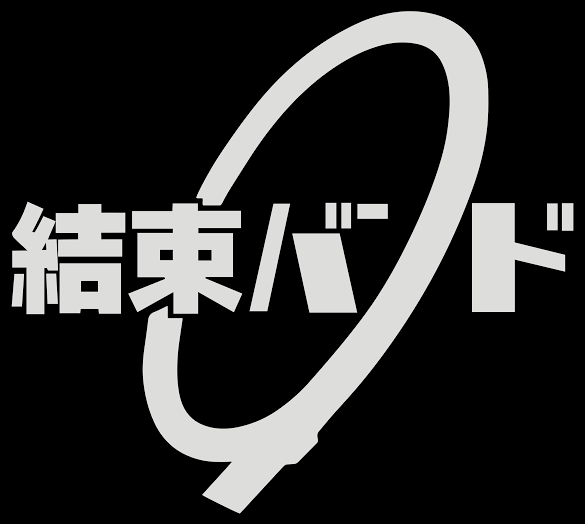
결속 밴드의 로고

본작에서 중심으로 그려지는 밴드. 니지카의 언니·세이카가 점장을 맡는 시모키타자와의 라이브 하우스 'STARRY(스타리)'를 거점으로 활동하고 있다. 밴드 이름은 료가 지었으며, 라이브의 물품판매에서는 실제로 결속 밴드(케이블 타이)를 리스트 밴드라고 칭하며 판매하고 있다. 밝고 긍정적인 가사에 콤플렉스를 가진 히토리가 작사를 담당하고 있는 경우도 있고, 악곡은 소극적인 것이 많다.
멤버의 성(고토, 이지치, 야마다, 키타)은 모두 ASIAN KUNG-FU GENERATION의 멤버의 성에서 유래해, 생일은 대응하는 멤버의 생일을 반대로 읽은 것으로 되어 있다.(12월 2일 → 2월 21일 등)
고토 히토리(後藤 ひとり)
성우 - 아오야마 요시노
생일: 2월 21일 / 혈액형: B형 / 신장: 157cm / 체중: 50kg
본작의 주인공. 기타, 작사 담당. 슈카 고등학교 1학년→2학년. 닉네임은 료가 이름에서 붙인 '봇치(짱)'. 대인관계가 서투르고 첫 대면의 상대와는 눈도 맞추지 않고, 복장은 항상 저지, 집에서는 어두운 벽장에서 기타만 연주하고 있는 아싸 소녀. 뭔가 있으면 곧바로 쓰레기통이나 골판지 상자 안에 숨을려고 한다(첫 라이브 하우스에서의 연주도, 골판지 상자 안에서였다). 분위기를 띄우려고 해도 너무 축 늘어지거나 해서 실패하는 경우가 많다. 그 성격의 반동에서인지 승인 욕구가 강한 면이 있다. 한편으로 타인을 잘 보고 있고, 고민이나 압박 등을 안고 있다고 재빨리 눈치챈다.
앞서 언급한 성격에 더해 운동, 공부 등 장점이라고 할 수 있는 것이 없다는 콤플렉스를 가지고 있었는데, 중학교 1년 때 어두운 학생 시절부터 일전해 스타가 된 밴드맨의 인터뷰를 보고, 아버지로부터 빌린 기타에 빠져들어도 결국 중학교 3년간 밴드를 짜는 것은 불가능하고 고등학교에 진학하고 한 달이 지나도 한 명의 친구도 만들 수 없었다. 이야기가 맞는 클래스메이트로부터 말을 걸어 줄 것을 기대해 기타를 학교에 가지고 돌아가는 길, 라이브 직전에 갑자기 그만둔 키타의 대역이 되는 기타리스트를 찾고 있던 니지카와 만나, 떠밀려서 그녀가 결성한 '결속 밴드'의 첫 라이브에 참가한다. 이후, 밴드의 일원으로서 활동하게 된다.
매일 6시간의 연습과 동영상 투고 사이트에서의 활동을 해 왔기 때문에, 개인으로서의 연주 기술은 매우 높다. 한편으로 관객을 앞에 두고의 연주에 적합하지 않은 성격인 것이나, 타인과 함께 연주하는 경험이 부족하기 때문에 밴드 연주에서는 실력을 충분히 발휘할 수 없고, 때때로 그 편린을 엿보는 것에 머물고 있다. 감정이 드러나기 쉽고, 절박한 장면에서는 안면이 붕괴한다. 특히 중학생 시절은 외로워서, 청춘 등과는 무관한 생활을 보내고 있어, 동경이 미끄러져 실패한 경험이 트라무마가 되어서 그런 이야기가 나오면 구토, 토혈, 신체가 무너지는 등 등 거부 반응을 나타내는 "청춘 콤플렉스"다. 그 때문에 청춘과 관련된 NG워드를 피하기 위해 결속 밴드 내에서도 반대로 스스로 작사를 담당하게 된다.
니지카와 키타에 의하면(평상시의 기행에서 잊기 쉽지만) 미소녀다. 문화제의 클래스의 출물로 메이드복을 입히게 되었을 때는, 모두에게 어울린다고 생각되어, 료에게는 "비주얼 쪽으로 가는 것도 괜찮겠다" "(히토리는) 다이아의 원석"이라고 생각하게 된다. 결속 밴드의 팬들로부터는, 얼굴을 올려 표정을 정돈하면 아이돌 사무소도 노릴 정도의 외모라고 하지만, 그 표정은 10초로 가지지 않는다.
초기 설정에서는 보통의 귀여운 여자아이였지만, 담당 편집자가 "더 진심으로 편이 좋다"고 지적을 받아 수정해 나가 현재의 설정이 되었다.
기타 히어로
히토리가 동영상 투고 사이트에서 활동할 때 사용하고 있는 핸들 네임. 히토리의, 평상시 사람 앞에 낼 수 없지만 내면에 안고 있는 승인 욕구의 상징이라고도 할 수 있는 것으로, "농구부 에이스의 남자친구 가졌어"나 "라인의 친구수는 1000명 넘어"라고 하는 현실의 히토리와는 멀리 떨어진 설정이 되었다. 얼굴을 숨기는 앵글로부터 촬영된 인기 밴드의 커버 동영상을 투고하고 있어, 투고 사이트에서의 등록자수는 8만명 가까이 있고, 포이즌♡야미 같은 음악 관계자로부터도 주목을 끌고 있다. 동영상은 히토리의 아버지에 의해 수익화되고 있으며, 문화제 라이브에서 망가진 기타를 장만하는 비용 등에 쓰였다.
현재의 자신의 실력으로는 '기타 히어로'의 이름으로 팬을 모아도 만족시킬 만큼의 연주를 할 수 없다고 하는 히토리의 생각으로부터, 정체가 '결속 밴드의 고토 히토리'인 것은 공개되어 있지 않다.
이지치 니지카(伊地知 虹夏)
성우 - 스즈시로 사유미
생일: 5월 29일 / 혈액형: A형 / 신장: 149.8cm / 체중: 48kg
드럼 담당. 시모키타자와 고등학교 2학년→3학년. 밝고 오지랖 넓은 밴드의 리더 역할. 예전에는 밴드맨으로 현재도 라이브하우스의 점장을 맡고 있는 세이카의 영향으로 어린 시절부터 밴드 문화에 접하고 있으며, 업계 사정에도 익숙하다.
자신의 꿈을 실현시키기 위해 가장 친한 친구인 료를 꼬셔서 '결속 밴드'를 결성했다. 디자인이 특기로 '결속 밴드'의 로고나 CD 재킷의 제작 외, 라이브 영상을 동영상 투고 사이트에 투고할 때의 편집 등도 다루고 있다.
원래 '기타 히어로'의 팬이며, 그 정체가 히토리인 것도 최초로 깨달았지만, 히토리의 희망도 있어, 포이즌♡야미에 의해 모두에게 알려지게 될 때까지는 다른 멤버에게는 이것을 말하지 않았다.
야마다 료(山田 リョウ)
성우 - 미즈노 사쿠
생일: 9월 18일 / 혈액형: AB형 / 신장: 163cm / 체중: 50kg
베이스, 작곡 담당. 시모키타자와 고등학교 2학년→3학년. 별난 취미를 가지고 있어, 괴짜라고 불리면 기뻐한다. 과묵하고 친구도 적지만, 히토리 왈 커뮤장애가 아니라 '혼자 있는 것을 좋아하는 사람'이다. 음악이나 악기에 시끄럽게, 말하기 시작하면 사람이 바뀐 것처럼 수다하게 된다.
이전에는 다른 밴드로 활동하고 있었지만, 개성을 버리고 판매선을 목표로 하는 멤버와의 지향의 차이때문에 탈퇴(나중에 밴드 자체도 해산). 밴드 활동 그 자체에 싫증를 느끼고 있다가 가장 친한 친구인 니지카에 꼬셔진 것으로 심기일전해 '결속 밴드'를 결성했다.
부모님이 병원을 경영하는 부유한 가정에 살고 있지만, 씀씀이가 거칠어서 용돈의 대부분을 악기에 쏟아붇기때문에, 히토리에게 빚을 지거나 잡초를 먹고 배고픔을 달랠 정도의 가난에 빠지기도 한다. 원래는, 자신에게 과보호인 부모에게 반발하고 있는 것을 나타내며, 부모가 자신에게 상관없게 되는 것이 아닐까 생각하고 록을 시작했다는 경위가 있다(하지만 부모가 싫다고 하는 것은 아니다).
키타 이쿠요(喜多 郁代)
성우 - 하세가와 이쿠미
생일: 4월 21일 / 혈액형: A형 / 신장: 158cm / 체중: 44kg
기타, 보컬 담당. 슈카 고등학교 1학년→2학년.  '사람과 관련이 있는 것을 좋아한다'라고 자칭하듯 사교적이고 친구가 많고 SNS 등도 적극 활용하는 이른바 '인싸 캐릭터'. 운동 신경도 좋고, 공부 등도 무난하게 해내는 한편, 자신을 히토리나 료와 비교해 특별히 뛰어난 부분이 없는 평범한 인간이라고도 생각하고 있다. 자신의 '이쿠요'라는 이름을 달가워하지 않고, 주위에는 성씨로 부르는 것을 강요하고 있다.
즐겁지만 평범하다고 느끼는 일상을 보내고 있었는데, 료가 이전에 소속하고 있던 밴드의 노상 라이브를 본 것으로, '보통이 아닌 길을 걷고 있는 것이 부럽다'고 그녀에게 동경을 품고, '결속 밴드'의 초기 멤버 모집에 기타리스트로서 응모한 것도, 실제로는 기타를 치지 않았기 때문에 첫 라이브를 눈앞에 밴드로부터 도망친다. 후에 히토리를 통해 니지카, 료와 재회해 진실을 털어놓는 것으로 화해한다. 히토리에게 설득되어 다시 '결속 밴드'에 가입한다.
연주 경험은 얕고 기술적으로도 미숙하지만, 히토리의 지도하에 연습을 거듭한 결과, 문화제 라이브에서는 장비 트러블에 휩쓸린 히토리를 위해 애드립으로 시간을 연결하기까지 성장한 모습을 보였다.
당초에는 히토리를 '고토 양'(後藤さん)이라고 부르고 있었지만, 문화제 라이브를 계기로 '히토리 짱'(ひとりちゃん)으로 부르는 방법을 바꾼다.

### STARRY 관계자
이지치 세이카(伊地知 星歌)
성우 - 우치다 마아야
생일: 12월 24일
니지카의 언니로 라이브 하우스 STARRY의 점장. 크리스마스 이브가 생일이며 작중 1년차에 30세를 맞았다. 한때는 자신도 밴드맨으로, 그 실력은 레이블로부터 스카우트의 이야기가 올 정도였다. 입으로는 니지카나 결속 밴드에 엄격하게 대하지만, 실제로는 누구보다도 결속 밴드를 친밀하게 생각한다.
히토리의 "기타 히어로"로서의 정체까지는 몰랐지만, 히토리의 기타리스트로서의 재능을 빨리 눈치챘다.
PA 씨(PAさん)
성우 - 코이와이 코토리
입 귀걸이를 가진 신비한 풍모의 여성 PA 엔지니어 . 최종 학력은 고등학교 중퇴. 프라이빗에서는 "오토기 알토(音戯 アルト)"의 이름으로 버츄얼 유튜버로서 활동하고 있다. 구체적인 이름은 작중에서 언급되지 않고, 주로 "PA 씨"라고 불린다.
오오야마 네네(大山 猫々)
16세에 슈카 고교 1학년(작중 2년째). 대학 수험 준비에 들어서 바빠진 니지카 대신 STARRY에서 아르바이트하게 된다.
스포츠를 좋아하고 중학교 시절에는 농구부 소속이었기 때문에 분위기는 체육회계 그 자체로, 언제나 목소리가 크다. 키가 작아 농구에서는 그다지 활약할 수 없었는데, 록 페스에서의 히토리을 보고 동경해, 밴드를 시작하려고 생각하고, 니지카들에게 어울려서 기타를 구입. 이후는 학교에서도 아르바이트 앞에서도, 히토리에게 기타를 가르쳐 주라고 한다.
히나타 에레나(日向 恵恋奈)
16세에 통신제 고등학교에 다니는 1학년(작중 2년째). 네네와 같이 'STARRY'의 신입 알바. 1인칭은 '에레'. 원래는 '결속 밴드'와 마주하던 지하 아이돌 그룹 '천사의 큐티클'의 멤버로, '라파엘'을 자칭하고 있었다.
천사의 큐티클 해산 후 다시 록페스에서 결속 밴드를 보고 팬이 된다. 덕질에 열심으로, 좋아하는 밴드를 위해서는 폭주한다. 베이스를 구입했지만, 거의 굿즈 취급한다.

### SICK HACK
신주쿠의 라이브 하우스 'FOLT(폴트)'를 거점으로 활동하고 있는 실력파 사이키델릭 록 밴드다. 읽는 방법은 "식 핵". 라이브중의 (주로 히로이에 의한) 기행으로부터 대중에게 인기는 좋지 않지만 멤버의 기술은 확실하고, 료를 비롯한 코어인 팬으로부터의 인기는 높다.
히로이 키쿠리(廣井 きくり)
성우 - 센본기 사야카
베이스, 보컬 담당. 세이카의 대학 시절 후배에 있어서 작중에서는 대부분의 장면에서 술에 취해 있다. 그 때문에 라이브 중에 기재를 부수는 등의 트러블을 일으키기 때문에 변상하고 있고, 그래서 더욱 술을 하기 때문에, 라이브로의 수입은 나름대로 있지만, 언제나 가난하다.
역 앞에서 술에 취해 있었는데, 라이브 티켓이 팔리지 않고 궁했던 히토리와 우연히 만나, 그 자리에서 즉흥의 세션 라이브를 피로. 그 때 히토리의 재능을 눈치채고, 히토리로부터 구입한 티켓으로 결속 밴드의 라이브를 방문한 이후 STARRY에도 자주 얼굴을 보이게 된다. 하지만 앞서 언급했듯이 언제나 술에 취해 있기 때문에 성가신 손님이기도 하다.
자유분방한 행동을 보이는 현재와는 달리 고등학교까지는 음침한 성격으로 음주를 시작한 계기도 라이브의 긴장을 속이기 위해서였다. 과거의 자신과 겹치는 부분이 있는 히토리의 소질을 높이 사고 있어, 때때로 밴드맨의 선배로서 충고를 보낸다.
시미즈 일라이자(清水 イライザ)
성우 - 아마키 샐리
생일: 1월 1일
기타 담당. 일본의 애니메이션 만화 문화에 관심이 있어, 사실은 록보다 애니송 카피 밴드를 하고 싶다고 한다. 동인 작가로서도 활동하고 있어 '코미케'에 참가하기 위해서 18세까지 살았던 영국으로부터 일본을 방문해 3년째.
이와시타 시마(岩下 志麻)
성우 - 카와세 마키
생일: 5월 15일
드럼 담당. 중성적인 외모로 라이브 관객으로부터는 '시마님'이라고도 불린다. 매회와 같이 라이브를 망치는 히로이에게 곤란해하고 있다.

### SIDEROS
'결속 밴드'와 같은 연대의 멤버로 구성된 메탈 밴드. 읽는 방법은 "시데로스". SICK HACK과 마찬가지로 'FOLT'를 거점으로 활동하고 있어 ,이미 원맨 라이브를 할 수 있을 만큼의 인기를 모으고 있다. 결성 자체는 3년 전이지만, 리더인 오오츠키가 사람 교제를 어려워하기 때문에 멤버의 교체가 심해서, 현재의 멤버에서는 1년째.
오오츠키 요요코(大槻 ヨヨコ)
생일: 6월 2일
기타, 보컬 담당. 같은 라이브 하우스에서 활동하는 히로이를 언니라고 부르며, 히로이가 눈여겨보는 결속 밴드를 강하게 의식하고 있다. 친구가 적고 눈이 나쁨이나 키가 작아 바보가 되는 경우가 많았던 가운데, 테스트에서 1위를 취한 것으로 주위에서 재검토되어, '한번에 되면 세상이 인정해 준다', '더 좋아하는 일로 제일이 되고 싶다'는 생각으로부터 밴드를 시작한 과거를 가진다. 그러므로 순위와 숫자에 대한 엄선이 사람 한배 강하고, 보다 위를 목표로 하는 노력에 타협이 없다. 솔직함이 결핍된 언동이 많아서 하세가와한테 '커뮤니케이션이 서툴다'는 말을 듣는다.
하세가와 아쿠비(長谷川 あくび)
생일: 4월 4일
드럼 담당. 오오츠키를 선배라고 부른다. SICK HACK의 라이브 게스트로 불린 'SIDEROS'와 '결속 밴드'가 같은 휴게실을 사용하게 되었을 때에는 솔선하고 교류를 도모하는 등 친밀한 성격이다.
혼조 후코(本城 楓子)
기타 담당. 오오츠키를 선배라고 부르고, 하세가와와는 서로를 '하짱', '후짱'이라고 부른다.
우치다 유유(内田 幽々)
베이스 담당. 고스로리계 복장이 많다. 오컬트 취미.

### 기타 밴드 및 음악 그룹
케모노리아
결속 밴드와 같은 연대의 멤버로 구성된 일렉트로 록 밴드. 연예대생의 보컬이 소속되어 도쿄 도내를 중심으로 활동하고 있다. 미확인 라이엇에서는 라이브 심사에서 결속 밴드, SIDEROS와 같은 그룹이 된다.
난바 걸즈
결속 밴드와 같은 연대의 멤버로 구성된 밴드. 오사카에서 활동하고 있다.
천사의 큐티클
결속 밴드와 같은 부킹 라이브에 불린 각각 지하 아이돌 그룹 / 데스 메탈 밴드 / 개인에 의한 연주 이야기. "결속 밴드"를 포함해 라이브 하우스의 스케줄을 메우기 위해서만 의도치 않게 모였지만, 그 인연으로부터 미확인 라이엇에서는 결속 밴드를 응원한다.

### 그 외 음악 관계자
요시다 긴지로(吉田 銀次郎)
성우 - 미우라 카츠유키
라이브 하우스 FOLT의 점장. 37세. 강해보이는 남성이지만 여자말로 말해, 히로이 왈 "마음이 처녀인 아저씨". 좋아하는 음악 장르는 펑크 록이다.
포이즌♡야미(ぽいずん♡やみ)
생일: 2월 14일
음악 정보 사이트에 기고하는 프리 라이터. 본명은 사토 아이코(佐藤 愛子). 23세→24세. 결속 밴드의 취재에 STARRY를 방문해, 연주의 버릇으로부터 히토리와 '기타 히어로'가 동일 인물인 것을 알아챈다. "기타 히어로"의 동영상에 주목하는 1명으로, 그 실력을 이미 프로에서도 통용한다고 평가하고 있다. 한편 "결속 밴드"에 대해서는 "고등학생치고는 레벨은 높다고 생각한다"고 하면서도, 그 활동 자세를 "진짜가 아니다" "진심으로 프로를 목표로 하고 있는 밴드로 보이지 않는다"라고 평가해 "이런 곳에 있으면 재능이 썩을 거에요"라고, 히토리에게 충고를 보낸다.
원래는 "좋은 밴드를 더 많이 알고 싶어서"음악계 라이터를 시작하고 있어, 또 스스로 "밴드에 대해서는 언제나 성실"이라고 말하는 것처럼, 처음으로 연주를 듣고 나서의 결속 밴드의 성장을 인정하는 면도 있다.
시바 미야코(司馬 都)
음악 레이블 '스트레이비트'의 매니저. 결속 밴드의 매니지먼트 담당이 된다.
매우 차분한 분위기의 여성이지만, 첫 등장시에 23세로 젊게 입사해 2년째다. 사회인으로서 냉정하게 '판매'를 생각하는 한편, 밴드 멤버의 생각이나 방침에 대한 배려도 확실히 실시하고 있다.
리나(リナ)
세이카의 전 밴드 멤버 드러머. 현재는 스튜디오 뮤지션이다. 초등학생이였던 니지카에게 처음으로 드럼을 가르친 인물이다.
세이카에게 불러져 앨범 레코딩으로부터의 압박때문에 고민하는 니지카에게 조언을 줬다.

### 그 외 인물
고토 미치요(後藤 美智代)
성우 - 스에가라 리에
히토리의 어머니. 낯가림을 하는 히토리를 어쩌나라고 걱정했다. 키타가 집에 왔을 때는 분위기를 띄울려고, 기뻐하며 학생 코스프레까지 했다(21년 만에 교복을 입었다고).
고토 나오키(後藤 直樹)
성우 - 마지마 준지
히토리의 아버지. 서양 음악 취미로 기타를 소지하고 있고, 히토리는 처음에는 그 기타를 빌려서 사용했다. 히토리의 음악 활동에 대해서는 "서양 음악에 빠졌었다"라고 하면서도 호의적으로 지켜보고 있으며, 문화제 라이브에서 기타를 망가뜨렸다는 것을 고백할 경우 "라이브 중에 망가지다니 흥분되는걸"이라고 이야기하는 등 록에 대한 이해도 높다.
히토리의 동영상 투고 사이트 수익을 저축하고 있어, 기타를 망가뜨렸다고 한 히토리에게 그 돈을 주었다.
고토 후타리(後藤 ふたり)
성우 - 와타다 미사키
히토리의 여동생. 5세. 초면의 상대에게 겁이 없다. 순진하게 상대의 마음을 쑤시는 듯한 말을 하고,(특히 히토리에게)정신적 데미지를 주는 경우가 많다.
지미헨(ジミヘン)
성우 - 코이와이 코토리
고토가에서 기르는 개. 히토리의 아버지에 의해서 서양음악 유래에서 이름 붙어졌다. 초면의 상대를 잘 따른다.
야마다 쿄이치(山田 恭一)
49세.
료의 아버지. 직업은 병원의 경영. 료를 지나치게 사랑을 하지만 본인으로서는 그 애정을 싫어한다.
야마다 쿄카(山田 京香)
46세. 료의 어머니.
결속 밴드의 팬 1호·2호
성우 - 이치노세 카나 (1호), 시마부쿠로 미유리 (2호)
히토리와 히로이의 즉흥 라이브를 보고 결속 밴드의 라이브 티켓을 구입한 2인조의 여성 팬. 라이브 당일은 태풍 속에서 "STARRY"까지 찾아 이후에도 자주 "결속 밴드"의 라이브를 보러 온다. 평소에는 미술 대학의 영상학과에서 배우는 학생에서 결속 밴드가 MV를 제작할 때는 니지카의 의뢰로 촬영에도 협력하고 있다. 구체적인 이름에 대해서는 작중에서 언급되지 않고 두 사람 중 장발의 여성이 "1호 씨", 단발의 여성이 "2호 씨"로 불린다.
사사키 츠구코(佐々木次子)
생일: 4월 2일
작중 2년째부터 등장하는 히토리와 키타의 클래스메이트. 키타와는 중학교 때부터 5년 연속 같은 반의 질긴 악연으로 "삿츠"라는 별명으로 불린다. 취미는 힙합.
키타 쿠루요(喜多 久留代)
이쿠요의 어머니. 공무원으로 이쿠요에 따르면 굉장히 확고한 사람. 한편으로 망상이 심하다. 당초에 히토리를 주위의 증언만으로 쓰레기 남자라고 생각했지만, 나중에 그녀와 대면해 여성임을 알면서 "귀엽다"고 평가했다. 이쿠요가 밴드 활동을 하는 것을 좋게 생각하지 않는다. 이유는 한때 소설가를 목표로 하고 있었지만 출판사의 사기를 당해 부모에게 다액의 빚을 남기고, 자신과 같은 일을 당하지 말았으면 하고 생각했기 때문이었다.
키타 미노루(喜多 実)
이쿠요의 아버지. 이쿠요와 같은 상냥한 성격. 직업은 아내와 마찬가지로 공무원.

## 용어

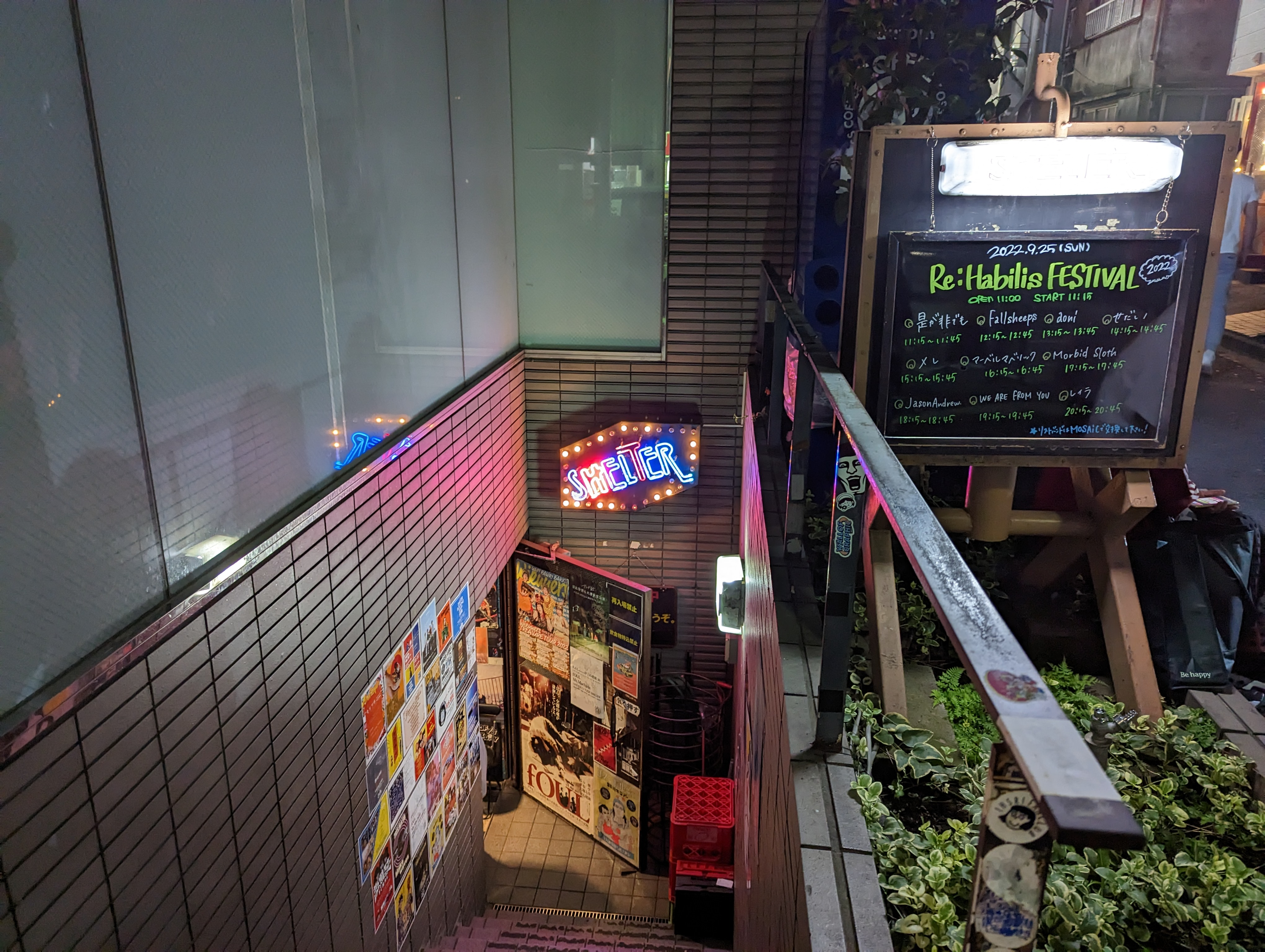
STARRY의 모티브가 된 시모키타자와의 SHELTER

STARRY
결속 밴드가 활동 거점으로 삼고 있는 시모키타자와의 라이브 하우스. 니지카의 언니 세이카가 점장을 맡고 있으며 1화 시점에서 최근에 오픈했다고 한다. 결속 밴드의 라이브나 연습에 이용되고 있는 것 외에도 멤버들이 라이브 비용을 조달하기 위한 아르바이트 장소로도 쓰이고 있다. 외관 모티브는 라이브 하우스 '시모키타자와 SHELTER'.
FOLT
SICK HACK과 SIDEROS가 거점으로 삼고 있는 신주쿠의 라이브 하우스. 요시다 긴지로가 점장을 맡고 있다. 외관의 모티브는 라이브 하우스 '신주쿠 LOFT'.
슈카 고등학교
히토리와 키타가 다니는 고등학교. 남녀공학.
시모키타자와 고등학교
니지카와 료가 다니는 고등학교. 키타의 말에 의하면 슈카 고등학교보다 훨씬 수준이 높다고 한다.
이시바시 악기
히토리가 기타를 장만할 때 이용했던 오차노미즈의 악기점. 세이카가 STARRY를 개업하기 전에 여기서 일했다고 한다. 모티브는 오차노미즈에 실존하는 동명의 악기점.
미확인 라이엇
포이즌♡야미에게 까인 결속 밴드가 실력을 증명하기 위해 출전한 10대 아티스트 한정 록 페스티벌. 데모 심사, 웹 투표, 라이브 심사를 거쳐 최종 심사가 페스티벌 형식으로 행해진다. 우승 상금은 100만엔으로 여기서 메이저 데뷔 여부가 결정될 수도 있다고 한다. 모티브는 일본의 10대 록 페스티벌인 미확인 페스티벌 및 그 전신인 섬광 라이엇.

## 서지 정보

### 단행본
- 하아지 아키 《봇치 더 록!》 호분샤 〈망가 타임 KR 코믹스〉[28]
  1. 2019년 2월 27일 발매, ISBN 978-4-8322-7072-5
  2. 2020년 2월 27일 발매, ISBN 978-4-8322-7170-8
  3. 2021년 2월 25일 발매, ISBN 978-4-8322-7252-1
  4. 2022년 8월 26일 발매, ISBN 978-4-8322-7388-7
  5. 2022년 11월 26일 발매, ISBN 978-4-8322-7419-8
  6. 2023년 8월 25일 발매, ISBN 978-4-8322-7477-8

### 관련 서적
- 《봇치 더 록! 앤솔로지 코믹》 호분샤 〈망가 타임 KR 코믹스〉[29]
  1. 2022년 10월 27일 발매[30], ISBN 978-4-8322-7414-3
  2. 2023년 8월 25일 발매, ISBN 978-4-8322-7480-8

## TV 애니메이션
2022년 10월부터 12월까지 TOKYO MX 등에서 방송되었다.

## 무대
THEATER MILANO-Za 오프닝 시리즈의 하나로서 《LIVE STAGE "봇치 더 록!"》이라는 제목으로 2023년 8월 11일부터 20일까지 도쿄도 THEATER MILANO-Za에서 상연되어, 인터넷 스트리밍도 행해졌다. 또한 Blu-ray/DVD도 발매된다.
2023년 6월 19일에 무대화가 발표되어 6월 26일에 스태프와 캐스트가 발표되었다. 주인공을 연기하는 마모노 마모는 밴드 활동의 경험은 있지만 본 작품이 무대 데뷔작이 되었고, 결속 밴드의 캐스트는 음악 경험자가 선택되었다.
'만화의 무대화'라기보다는 '만화 원작의 애니메이션을 무대화'라고 하는 측면이 있어, 원작 표기는 "하마지 아키(호분샤 "망가 타임 키라라 MAX" 연재중)/TV 애니메이션 "봇치 더 록!""이 되었고, 애니메이션의 극중 노래와나 BGM도 사용되었다.

### 캐스트(무대)
- 고토 히토리 - 마모노 마모
- 이지치 니지카 - 오오타케 미키
- 야마다 료 - 오사나이 카린
- 키타 이쿠요 - 오오모리 미라이
- 이지치 세이카 - 카와우치 미사토
- 히로이 키쿠리 - 츠키카와 레이
- 고토 후타리 - 오카 나나미, 츠쿠이 아리사(W캐스트)

### BD / DVD
| 발매일          | 타이틀                   | 규격품번          | 규격품번          |
| 발매일          | 타이틀                   | Blu-ray           | DVD               |
| --------------- | ------------------------ | ----------------- | ----------------- |
| 2024년 2월 28일 | LIVE STAGE '봇치 더 록!' | ANZX-10297～10298 | ANZB-10297～10298 |

## 게임
키라라 판타지아
드리콤이 개발·운영하고 애니플렉스가 유통하는 스마트폰 게임이다.
'망가 타임 키라라 시리즈'의 캐릭터가 다수 등장하는데 이 작품의 히토리, 니지카, 료, 키타가 2022년 10월 12일 업데이트로 참전했다.
빌디바이드-브라이트-
애니플렉스가 발매하는 트레이딩 카드 게임. 같은 해 10월 26일에 참전이 발표되었다.

## 콜라보레이션
슬로우 루프
《망가 타임 키라라 포워드》에서 연재되고 있는 만화 작품. 같은 '망가 타임 키라라' 계열로, 《슬로우 루프》 원작 제26화 및 TV 애니메이션 제10화에 결속 밴드의 멤버가 등장했다. 《봇치 더 록!》 TV 애니메이션 제10화에서는 시미즈 일라이자가 스마트폰에 달고 있는 아크릴 열쇠고리가 《슬로우 루프》의 주인공 미나기 히요리와 미나기 코하루로 되어 있다.
프레쉬니스 버거
햄버거 체인점. 시모키타자와점에서 콜라보레이션 기획이 진행되었다. Web 라디오 《봇치 더 라디오!》 내에서 히토리 역인 아오야마가, 프레쉬니스 버거의 스팸 버거를 좋아한다는 화제를 자주 내고, 그것에 관한 메일이 도착하는 등의 반응을 보여, 콜라보레이션으로 이어졌다.
야마하
악기 협력. 특설 사이트에서, 히토리의 기타의 모델인 PACIFICA, 히로이의 베이스의 모델인 TRB등을 소개한다. 야마하 뮤직 점포에서의 콜라보레이션 기획이나, Twitter에서의 히토리 사양 기타 선물 기획을 실시한다.

### 내용주
1. ↑  잡지 게재 시 앞페이지에 이 말이 붙어 있는 경우가 많고, 애니메이션 공식 트위터 등에서도 자주 사용되고 있다. 대한민국에서는 〈혼자라면 ROCK을 해라!!!〉로 나온다.
2. ↑  관객에게 받아 들여질 생각으로 단상에서 다이빙했지만, 모두에게 피해져 그대로 바닥에 낙하, 격돌했다.
3. ↑  인터넷에 떠돌던 영상은 히토리의 다이브 장면뿐, '결속 밴드'의 연주 장면은 들어있지 않았다.
4. ↑  작중의 구체적인 세월로는 히토리의 고등학교 입학이 2017년 4월에 일어난 일로 설정되어 있다.
5. ↑  일본어에서 케이블 타이를 결속 밴드(結束バンド)라고도 부른다
6. ↑  부모님이 예쁜 옷도 사주시지만 항상 입지 않는다.그 옷은 키타가 빌린 적도 있다.
7. ↑  중학교 때 자신을 모르는 학교에 가려고 현 밖에서 통학에 편도 2시간 걸리는 고등학교를 일부러 선택했다.
8. ↑  밴드 모두에게 정체를 알려지고 나서는 그러한 설정에 대한 망언 투고는 그만두었다.
9. ↑  당초는 '결속 밴드' 멤버에게도 비밀로 되어 있었지만, 2번째의 라이브중에 니지카만이 깨달았고, 후에 포이즌♡야미에 의한 지적을 거쳐 료, 키타를 포함한 「STARRY」관계자에게도 인지되었다. 그 후로는 'SIDEROS' 멤버들에게도 잡담 속에서 밝혀지는 등 절대 비밀이 아닐 정도가 되었다.
10. ↑  1학년 때는 히토리와 다른 반이었지만 진급 후에는 같은 반이다.
11. ↑  전후로 히토리가 부르는 호칭도 '키타 양'(喜多さん)에서 '키타 짱'(喜多ちゃん)으로 변화한다. 한국어 자막에서는 짱과 양을 생략했다.
12. 1 2  단행본 제3권 구입 특전의 4p 공식 설정 자료집(북렛)에서 STARY의 점원과 결속 밴드의 팬에 대해서는 함께 이름을 설정할 예정이 없는 것으로 기술되어 있다.
13. ↑  작중 1년째 가을 시점.
14. ↑  작중 1년중 11월 시점.
15. ↑  작중 1년째 가을 시점.
16. ↑  작중 1년째 가을 시점.
17. ↑  아버지에게 빌린 기타가 고장난 후에 산 기타

### 참조주
1. ↑  “音楽好きのぼっち少女描く「ぼっち・ざ・ろっく！」など、きららMAXにゲスト2本”. 《코믹 나탈리》 (나타샤). 2017년 12월 19일. 2019년 11월 2일에 확인함.
2. ↑  “バンド活動に憧れる超人見知り少女4コマ「ぼっち・ざ・ろっく！」が連載化”. 《코믹 나탈리》 (나타샤). 2018년 3월 19일. 2019년 11월 2일에 확인함.
3. 1 2 3 4 5  “【インタビュー】『ぼっち・ざ・ろっく！』はまじあき「きららの女子高生だって、学校以外に居場所があっていい」｜コミスペ！”. 《코미스페!》 (일본어). 2020년 5월 9일에 확인함.
4. ↑  우메하라 쇼타 [kafunsyokougun] (2022년 12월 24일). “ぼっち・ざ・ろっく！のアニメと原作の最大の架け橋は原作の担当編集の瀬古口拓也さんです。はまじさんと信頼し合ってる様子やメールの返事の速度と的確さに、仕事ができる人がこのプロジェクトの中心にいて安心〜！てなりました。アフレコは監督と瀬古口さんが特に楽しそうに笑ってました” (트윗) (일본어). 2022년 12월 24일에 확인함.
5. ↑  “次にくるマンガ大賞2019”. 2023년 5월 16일에 원본 문서에서 보존된 문서. 2021년 3월 26일에 확인함.
6. 1 2  草野虹 (2022년 12월 4일). “なぜ『ぼっち・ざ・ろっく！』は心を捉えて離さないのか？ロックにアニメにマンガにと綴る10,000字レビュー”. IID. 2022년 12월 26일에 확인함.
7. ↑  “「ぼっち・ざ・ろっく！」TVアニメ化、コミュ力低すぎ少女のバンド4コマ”. 《코믹 나탈리》 (나타샤). 2021년 2월 24일에 확인함.
8. 1 2  “アニメ「ぼっち・ざ・ろっく！」は10月8日から放送！PV＆本ビジュアル公開”. 《코믹 나탈리》 (나타샤). 2022년 9월 14일. 2022년 9월 14일에 확인함.
9. ↑  “ぼっち・ざ・ろっく！：アルバム「結束バンド」　音楽ランキング3冠達成”. 《MANTANWEB》. 2023년 1월 6일. 2023년 1월 7일에 확인함.
10. ↑  “『ぼっち・ざ・ろっく！』コミックス品薄続く　芳文社「近年の作品ではトップクラス」”. 《KAI-YOU.net》. 2023년 1월 18일. 2023년 1월 21일에 확인함.
11. ↑  まんがタイムきらら編集部 [mangatimekirara] (2023년 3월 10일). “『#ぼっち・ざ・ろっく！』原作コミックス全巻の重版が決定です！ そしてついに、シリーズ累計で✨200万部✨の大台を突破しました‼ これもひとえにファンの皆様の応援のおかげです。これからも『ぼっち・ざ・ろっく！』をよろしくお願いします！” (트윗) (일본어). 2023년 3월 10일에 확인함.
12. ↑  “漫画『ぼっち・ざ・ろっく！』200万部突破 全巻重版が決定！”. 《KAI-YOU.net》 (일본어). 2023년 3월 10일. 2023년 3월 10일에 확인함.
13. ↑  “アニメ「ぼっち・ざ・ろっく！」CloverWorks制作で来年放送、後藤ひとり役は青山吉能”. 《코믹 나탈리》 (나타샤). 2021년 12월 17일. 2021년 12월 17일에 확인함.
14. 1 2 3 4  단행본 제1권 구매 특전 4p 공식 설정 자료집(북렛)에서.
15. 1 2 3 4  【送った人】ぼざろ５巻感想マロ配信！【皆忘れてる】. YouTube. 2023년 2월 27일. 2023년 2월 28일에 확인함.
16. ↑  “アニメ「ぼっち・ざ・ろっく！」伊地知虹夏役に鈴代紗弓、描き下ろしビジュアルも”. 《코믹 나탈리》 (나타샤). 2022년 1월 17일. 2022년 1월 17일에 확인함.
17. ↑  “アニメ「ぼっち・ざ・ろっく！」クールで変わり者なベース担当・山田リョウ役に水野朔”. 《코믹 나탈리》 (나타샤). 2022년 2월 19일. 2022년 2월 19일에 확인함.
18. ↑  “アニメ「ぼっち・ざ・ろっく！」“陽キャ”なギターボーカル・喜多郁代役に長谷川育美”. 《코믹 나탈리》 (나타샤). 2022년 3월 19일. 2022년 3월 19일에 확인함.
19. ↑  maaya_taso (2022년 10월 13일). “ぼっち・ざ・ろっく！ 伊地知 星歌役で出演します🎸 1話にもちらっとでてました〜🌼” (트윗). 2022년 10월 16일에 확인함.
20. ↑  koiwai_kotori (2022년 10월 9일). “TVアニメ「#ぼっち・ざ・ろっく！」 PAさん役で出演させて頂いております！” (트윗). 2022년 10월 11일에 확인함.
21. ↑  “「ぼっち・ざ・ろっく！」飲みすぎベーシスト廣井きくり役を千本木彩花”. 《おた☆スケ》 (株式会社にゅーあきば). 2022년 11월 13일. 2022년 12월 11일에 확인함.
22. ↑  sally_amaki (2022년 12월 11일). “TVアニメ「ぼっち・ざ・ろっく ！」にてギター担当🎸清水イライザちゃんを演じさせて頂きました🥰” (트윗). 2022년 12월 11일에 확인함.
23. ↑  maki_kawase (2022년 12월 11일). “『ぼっち・ざ・ろっく！』第10話にて SICK HACKのドラム 岩下志麻の声を担当させて頂きました🥁 志麻さまー！” (트윗). 2022년 12월 11일에 확인함.
24. ↑  suzygara (2022년 10월 9일). “事後報告になりますが、本日より始まりました『ぼっち・ざ・ろっく！』に後藤ひとりちゃんのお母さんの美智代さん役として出演させて頂きました☺️” (트윗). 2022년 10월 9일에 확인함.
25. ↑  maji_opai (2022년 10월 16일). “あ、MXで『ぼっち・ざ・ろっく』2話始まったー。 ひとりのお父さん役で出てます。 この話数出てるかは覚えてないですw” (트윗). 2022년 10월 16일에 확인함.
26. ↑  machauq (2022년 10월 9일). “🎀おしらせ🐕 TVアニメ【#ぼっち・ざ・ろっく！】本日、放送開始…❕✨🎉 後藤ふたり役で出演致しました☺︎” (트윗). 2022년 10월 9일에 확인함.
27. ↑  koiwai_kotori (2022년 10월 9일). “そして、ジミヘン役も 担当させて頂いております！🐶” (트윗). 2022년 10월 9일에 확인함.
28. ↑  “ぼっち・ざ・ろっく！”. 《芳文社》. 2022년 11월 26일에 확인함.
29. ↑  “ぼっち・ざ・ろっく！アンソロジーコミック”. 《芳文社》. 2023년 8월 25일에 확인함.
30. ↑  “「ぼっち・ざ・ろっく！」アンソロにうちのまいこや凸ノ高秀ら、表紙は千葉サドル”. 《コミックナタリー》 (ナターシャ). 2022년 10월 27일. 2022년 11월 26일에 확인함.
31. ↑  “THEATER MILANO-Zaオープニングシリーズラインナップ”. 《THEATER MILANO-Za》 (일본어). 2023년 8월 21일에 확인함.
32. ↑  “ライブ配信決定！！初日公演限定で没入“ろっく”チケットも販売！ - NEWS”. 《LIVE STAGE「ぼっち・ざ・ろっく！」公式サイト》 (일본어). 2023년 8월 9일. 2023년 8월 13일에 확인함.
33. ↑  “Blu-ray&DVD”. 《LIVE STAGE「ぼっち・ざ・ろっく！」公式サイト》. 2023년 8월 21일에 확인함.
34. ↑  “ぼっち・ざ・ろっく！：舞台化　生演奏×生歌唱でライブシーン再現　8月上演”. 《MANTANWEB》 (MANTANWEB編集部). 2023年6月19日. 2023년 6월 20일에 확인함.
35. 1 2  “舞台『ぼっち・ざ・ろっく！』キャスト発表　後藤ひとり役は今作デビューの新人”. 《KAI-YOU.net》. 2023년 6월 26일. 2023년 6월 27일에 확인함.
36. ↑  ““結束バンドらしい”4人が熱くライブ！守乃まも×大竹美希×小山内花凜×大森未来衣×山崎彬が語る、LIVE STAGE「ぼっち・ざ・ろっく！」”. 《ステージナタリー》 (일본어). 2023년 8월 8일. 2023-1021에 확인함.
37. ↑  “LIVE STAGE「ぼっち・ざ・ろっく！」ゲネプロレポ”. 《アニメイトタイムズ》 (일본어). 2023년 8월 12일. 2023년 8월 13일에 확인함.
38. ↑  “「きららファンタジア」に“ぼっち・ざ・ろっく！”が登場。参戦記念イベントも10月12日より開催”. 《4Gamer.net》 (Aetas). 2022년 10월 9일. 2022년 11월 1일에 확인함.
39. ↑  “イベント「ぼっち・ざ・路上ライブツアー」”. 《키라라 판타지아 공식 사이트》. 애니플렉스. 2022년 10월 11일. 2022년 11월 1일에 확인함.
40. ↑  “第1弾ブースターは“リコリス・リコイル”。「ビルディバイド」とシステムを共有するTCG「ビルディバイド -ブライト-」が2023年2月24日発売へ”. 《4Gamer.net》 (Aetas). 2022년 10월 26일. 2022년 12월 11일에 확인함.
41. ↑  BTR_anime (2022년 10월 26일). “【商品化情報📢】” (트윗). 2022년 12월 11일에 확인함.
42. ↑  TV 애니 '슬로우 루프' 공식의 2022년 3월 11일 트윗
43. ↑  “フレッシュネスバーガー下北沢店とのコラボ決定！”. 《TV 애니 '봇치 더 록!' 공식 사이트》. 2022년 11월 30일. 2022년 12월 1일에 확인함.
44. ↑  “TV 애니 '봇치 더 록!' 시모키타자와점 한정 콜라보레이션 기획 '봇치 응원 캠페인'”. 《FRESHNESS BURGER》. 2022년 12월 1일. 2022년 12월 1일에 확인함.
45. ↑  Yopipi555 (2022년 11월 30일). “#ぼっち・ざ・らじお 第11回 わたしの渾身の驚きがここで聴けます！！！” (트윗). 2022년 12월 2일에 확인함.
46. ↑  “「ぼっち・ざ・ろっく！」×ヤマハ スペシャルサイト”. 《야마하》. 야마하. 2022년 12월 26일. 2022년 12월 26일에 확인함.